# Herodes av Chalkis
Herodes av Chalkis, död 48 e.Kr., var härskare i Chalkis mellan 41 och 48 e.Kr.